# Телетекст
Телетекст (англ. Teletext) — сетевая служба телевизионной сети, обеспечивающая передачу текста и простых изображений. Телетекст работает в режиме широковещания и предназначен для приёма информации телевизорами, оснащёнными специальными декодерами. 
Обычно посредством телетекста передаются различные новости, прогноз погоды, программы телевизионных передач и другая подобная информация. Также с помощью телетекста могут передаваться субтитры (обычно на странице 888).

## История
Система разработана в Великобритании в 1970-х годах.
Первая в мире служба телетекста Ceefax была создана в 1974 году: на «Би-би-си» искали способ транслировать в эфир субтитры и обнаружили, что в незанятых телевизионных строках можно уместить целые страницы текста и несложные картинки. В результате Ceefax стал использоваться для передачи новостных сводок, котировок акций, результатов спортивных матчей и прогнозов погоды.
В 1990 году был запущен Videotext — совместный телетекст немецких ARD и ZDF.
По данным BBC News, пик аудитории Ceefax пришелся на 1990-е годы. Тогда службой еженедельно пользовались до 20 миллионов человек. Популярности сервису добавило то, что в 1994 году посредством Ceefax передавались имена победителей Национальной лотереи Великобритании.
Как служба, ориентированная на массового пользователя, телетекст появился на российских каналах в середине 1990-х годов. Первоначально использовался на 31-м канале внутри самой сетки вещания. 

В настоящее время телетекст есть на каналах «Первый канал» (с ноября 2020 года «Первый канал» прекратил трансляцию телетекста, остались только субтитры.), НТВ, «Пятый канал», «ТВ Центр». Также телетекст присутствует на каналах «Россия-1», «Матч ТВ», «Россия-К», «Карусель», «РЕН ТВ», СТС, «Домашний», ТВ-3, «Пятница!», «Звезда» и ТНТ. 

Ранее телетекст также использовался на каналах «MTV Россия», «Евроспорт», МТК, «Российские университеты», ТВ-6 и ННТВ.
22 октября 2012 года Би-би-си отключила Ceefax. Появилось сообщение, что Ceefax в связи с закрытием создала графический «прощальный экран». Ceefax передала в эфир картинку с надписью «1974—2012. Спасибо, что смотрели нас».

## Технология
Передача сигналов телетекста осуществляется на задней «полке» кадрового импульса гашения, в строках, не содержащих изображения. За одну секунду передаётся 7175 бит информации. Информация организована в виде полноэкранных текстовых страниц, передаваемых поочерёдно. Когда пользователь запрашивает страницу с нужным номером, декодер просто ждёт передачи этой страницы и отображает её на экране, поэтому ожидание нужной страницы может занимать до 30 секунд (в зависимости от количества транслируемых страниц). Современные декодеры имеют большой объём памяти и могут хранить до нескольких тысяч страниц, что позволяет сразу загружать все передаваемые страницы и быстро отображать запрошенную пользователем страницу из буфера, уменьшая время ожидания.
Оригинальный стандарт позволял отображать текстовые страницы 40×24 моноширинных символов. В 1976 году стандарт был обновлён — был улучшен общий вид страниц и добавлена возможность назначения каждому символу одного из 8 цветов.
В системе SECAM в конце кадрового импульса гашения передаются 9 импульсов цветовой синхронизации, предназначенные для совместимости со старыми цветными телевизорами. Это уменьшает временной интервал для передачи сигналов телетекста и увеличивает время, необходимое для приёма страницы. Поэтому в системе PAL страницы телетекста загружаются быстрее, чем в системе SECAM.